# Federace židovských obcí v České republice
Federace židovských obcí v České republice je zastřešujícím právním orgánem židovských náboženských obcí, spolků a organizací v Česku a má status náboženské společnosti (církve) registrované u Ministerstva kultury. Od prosince 2012 je jejím předsedou Petr Papoušek.

## Obce a přidružené organizace
Federace židovských obcí sdružuje v současné době 10 židovských obcí v Čechách, na Moravě a ve Slezsku. Jsou to:
- Židovská obec v Praze
- Židovská obec Brno
- Židovská obec v Ostravě
- Židovská obec Plzeň
- Židovská obec Olomouc
- Židovská obec Liberec
- Židovská obec Karlovy Vary
- Židovská obec Ústí nad Labem
- Židovská obec Děčín
- Židovská obec Teplice

Federace je rovněž zřizovatelem Chevra kadiša ČR.
Přidruženými členy FŽO jsou tyto židovské organizace a spolky:
- Terezínská iniciativa
- Česká unie židovské mládeže
- B'nai B'rith Renessaince Praha
- Bejt Praha
- Bejt Simcha
- Sdružení židovských vojáků a odbojářů
- Hakoach - sportovní klub
- Ukrývané dítě Hidden child
- Mezinárodní ženská sionistická organizace (WIZO)
- Židovská liberální unie

## Struktura FŽO
Nejvyšším orgánem FŽO je rada, která se skládá z volených zástupců. Jejich počet se řídí počtem členů obce. Spolky a přidružení členové jsou zastoupeni předsedy jednotlivých spolků. Rada volí předsedu, který spolu s tajemníkem zastupuje FŽO na veřejnosti. Každá obec má vlastní právní subjektivitu. Podmínkou pro vznik obce je pravidelné konání bohoslužeb.
FŽO je členem Světového židovského kongresu a Evropské rady židovských obcí.

## Činnost
Činnost FŽO je možné rozdělit na náboženskou, která se soustřeďuje na podporu náboženského života jednotlivých obcí, dále
činnost vzdělávací (FŽO provozuje základní školu a gymnázium a účastní se řady vzdělávacích projektu v celém Česku) a publikační (nakladatelství Sefer a měsíčník Roš chodeš), sociální (provozuje domov důchodců) a kulturní (rekonstrukce synagog a hřbitovů). FŽO byla též jedním ze zakládajících členů Židovského muzea v Praze.

## Členové

Osoby hlásící se při sčítání lidu roku 2011 k FŽO ČR podle věku